# Печора (река)
Печора (рус. Печора) је велика река у европском делу Русије. Протиче кроз Републику Коми и Ненецки аутономни округ. Дуга је 1.809 km.
Печора извире на Уралу, источно од Уст-Иљича недалеко од тромеђе Републике Коми, Ханти-мансијског аутономног округа и Свердловске области. Тече према северу кроз градове Троицко-Печорск, Вуктил, Печору и у својој делти кроз Нарјан-Мар. Улијева се у Печорски залив Баренцовог мора, 10 km од градића Јушина.
Река Печора је пловна, али је већим дијелом године залеђена. У порјечју Печоре, између северног Урала и Тиманске узвисине се налази велико лежиште мрког угља.

## Географија
Дуга је 1.809 km (1.124 mi) и њен басен је 322.000 km2 (124.000 sq mi), или приближно исте величине као Финска. По средњем годишњем пражњењу, трећа је река у Европи, након Волге и Дунава. Њено пражњење је око половине Дунава и мало више од њене сестре, Сјеверне Двине, и највећа је од било које реке без брана у њеном базену изван Нове Гвинеје. Источно од слива, дуж западног обода Урала је национални парк. Такође у сливу су шуме Комијска прашума, највеће шуме у Европи. На крајњем североистоку слива, на реци Уса налази се велики центар угља Воркута. Река је некада била важна транспортна рута, посебно за оне који путују на северозапад Сибира. Данас пруга води југозападно од Воркуте до Москве.

### Поред Печоре
Река се подиже на планинама Урал у југоисточном углу републике Коми. Ова област је део националног резервата. Са друге стране Урала су главне воде реке Северне Сосве. Река тече јужно, затим западно и окреће се северно близу Јакша, која је центар навигације за мале бродове. Портажа води јужно до басена реке Кама. На истоку је горња река Вичегда, грана Сјеверне Двине. Река тече кроз Комсомолск-на-Печоре до Уст-Илича, где се река Илич спаја са истока, затим северозападно до Троитско-Печорска (1.359 km (844 mi) од ушћа), северно до Вуктила и Уст-Шлугера где се река Шчугор придружује са истока. Река затим тече северно до града Печора, где пролази пруга из Воркуте, а затим северно до Уст-Усе где се река Уса спаја са истока (Уса је некада била важан речни пут у Сибиру). Печора затим скреће северозападно, западно и југозападно. Река Ижма се спаја са југа. Затим даље тече западно до Уст-Цилма (425 km (264 mi) од ушћа), где се река Пижма спаја са југозапада и река Цилма са запада. (Људи су пре путовали до Цилме и потом преко Пјоза реке су стизали до Белог мора.) Печора се окреће северно и прелази арктични Северни поларник и границу Ненетског округа; Пустозјорск; Нарјан-Мар, главни град Ненетса и лука на челу делте Печора; Печора залив; Печорско море; и на крају Баренцово море.

## Хидрологија
Месечне просечне вредности испуста реке регистроване су од 1981. до 1993. године у селу Оксино, смештене узводно од ушћа, 141 km (88 mi), које су приказане испод као дијаграм (метричке јединице, m³/s).

## Пројекти канала на реци Кама
Пре настанка пруге до Печоре, важан начин путовања у регион био је превођење од Чердиња у басену реке Кама до Јакше на реци Печори.
Било је много дискусија током 60-их и 80-их година 20. века поводом пројекта за канал Печора -Кама дуж исте генералне руте, овога пута не толико за превоз, већ због преусмеравања воде из реке Печора у реку Каму. Међутим, на траси предложеног канала нису извршени ниједни грађевински радови, осим троструке нуклеарне експлозије 1971. године, која је ископала кратер дужине 600 600 m (2.000 ft).